# Lispocephala comata
Lispocephala comata är en tvåvingeart som beskrevs av Hardy 1981. Lispocephala comata ingår i släktet Lispocephala och familjen husflugor. Inga underarter finns listade i Catalogue of Life.